# Micradaeum rugosum
Micradaeum rugosum is een hooiwagen uit de familie Triaenonychidae.